# Rick Wakeman's Criminal Record
Rick Wakeman’s Criminal Record is een studioalbum van Rick Wakeman uit 1977. Het album is opgenomen in de befaamde Mountain Studios in Montreux in Zwitserland; behalve het kerkorgel dat is opgenomen in de Eglise  St. Martin te Vevey, eveneens Zwitserland. Het is een conceptalbum  over misdaad en misdadigers. De voorafgaande albums werd Wakeman op zijn albums begeleid door zijn English Rock Orchestra, maar op dit album werd hij begeleid door twee maatjes (toen nog) uit Yes, Alan White en Chris Squire. Dit heeft resultaat dat de muziek stukken beter klinkt en teruggrijpt naar zijn eerste soloalbum The Six Wives of Henry VIII. Het album is opgedragen aan Fabio Nicoli.
Rick was niet tevreden over het album; zijn muziek stond al op tape, toen White en Squire hun stemmen moesten toevoegen. Hij wilde samen met hen nog muziek opnemen, maar er was geen muziek, tijd en geld meer.  Hij vond de beste track Judas Iscariot; zijn fans idem. De recensenten gaven het album nog een voldoende, maar het was nog op het nippertje, Wakeman gleed wat af; tegelijkertijd raakte het genre uit de mode; de punk kwam op en conceptalbums of albums met lange instrumentale soli raakten uit de mode.  
De populariteit van Wakeman in Japan werd onderstreept met een compact disc-uitgave in april/mei 1987.

## Musici
- Rick Wakeman, toetsinstrumenten;
- Chris Squire – basgitaar
- Alan White – slagwerk
- Frank Ricotti – percussie
- Bill Oddie - zang
- Kerkkoor Ars Laeta uit Lausanne, Zwitserland (ook aldaar opgenomen) onder leiding van dirigent Robert Mernoud.

## Tracklist
Alle muziek van Wakeman

| Nr. | Titel              | Duur |
| --- | ------------------ | ---- |
| 1.  | Statue of Justice  | 6:20 |
| 2.  | Crime of Passion   | 5:46 |
| 3.  | Chamber of Horrors | 6:40 |

| Nr. | Titel               | Duur  |
| --- | ------------------- | ----- |
| 1.  | Birdman of Alcatraz | 4:12  |
| 2.  | The Breathalyzer    | 3:51  |
| 3.  | Judas Iscariot      | 12:15 |